# Gutland (Lucembursko)

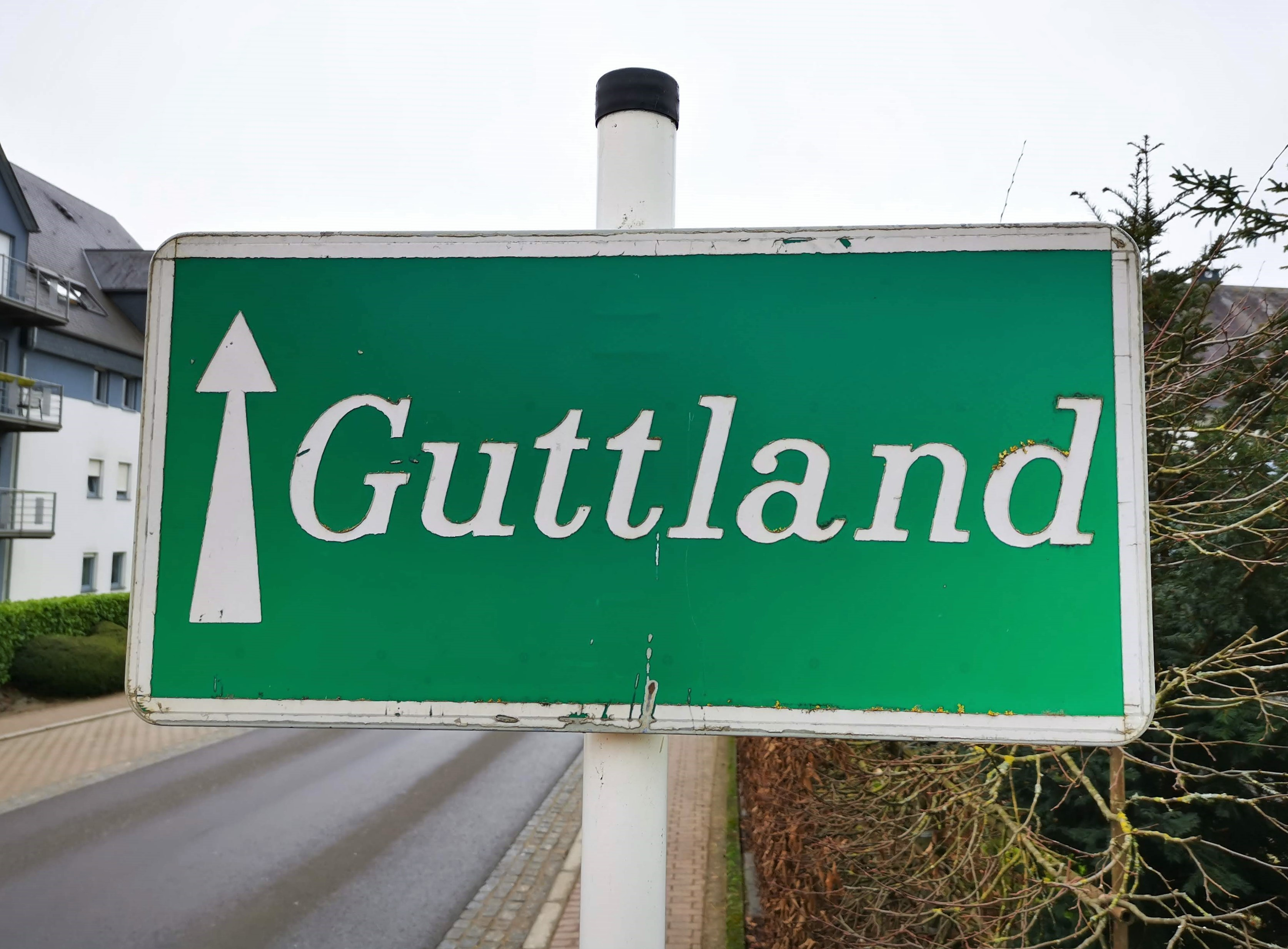
Cedule označující Guttland

Gutland (lucembursky Guttland, francouzsky Bon Pays, tedy Dobrá země) je oblastí jižních a středních částí Velkovévodství Lucemburského; na sever od Gutlandu leží Oesling, tato oblast zabírá zbývajících 32 % rozlohy velkovévodství.
Gutland je nehomogenní oblast, obsahuje pět menších podoblastí: Údolí sedmi hradů, Malé Švýcarsko, Lucemburskou plošinu, Moselské údolí a Rudé země. Navzdory své různorodosti nemá Gutland žádné obecné geografické charakteristiky, které by ji oddělovali od Oeslingu.
Oproti řídce osídleného Oeslingu je Gutland relativně osídlen. Zatímco Oesling má pouze jedno město s populací nad 2 000 obyvatel, Gutland má čtyři sídla s populací nad 15 000. Avšak Gutlandské osídlené oblasti jsou většinou koncentrované v kantonech Esch-sur-Alzette a Lucemburku, zatímco další oblasti Gutlandu jsou stejně jako v Oeslingu téměř neobydlené.
Gutland je níže ležící a plošší než Oesling. Zeměpisně, Gutland je tvořen převážně jura-triasovými pískovcovými útvary a Lorrainianským systémem. Oesling je převážně tvořen devonskou břidlicí a křemenem. Obě oblasti jsou zalesněné, ale lesy v Oesling jsou početnější a hustší, což je znamením menšího dopadu lidské činnosti v Oeslingu. Většina Gutlandu je úrodnou zemědělskou oblastí (proto jméno Dobrá země).